# Radio Contact (România)
Radio Contact (România) a fost un post privat de radio, lansat în România la 25 februarie 1990.

## Istoric
În România, postul a început să emită la 25 februarie 1990, în București pe frecvența 68.7 MHz (banda est) și mai apoi pe 96.1 MHz.
După ce și-a creat o reputație în București, Radio Contact a continuat expansiunea în alte mari orașe, precum Ploiești, Iași, Sibiu, Cluj-Napoca, Constanța, Tg. Mureș, Baia Mare, Pitești și Oradea, la acestea adãugându-se stații afiliate în Râmnicu Vâlcea, Botoșani, Focșani, Călărași, Buzău, Hunedoara, Arad, Craiova, Reșița și Brașov.
Institutul francez Mediametrie desemna Radio Contact în primăvara anului 1993 drept deținător al locului întâi în topul posturilor locale de radio.
Pe 5 noiembrie 2003, rețeaua Radio Contact a renunțat la stațiile locale din România și astfel, postul de radio a încetat să emită, apoi a devenit Kiss FM.